# Tomasz Budyta
Tomasz Wojciech Budyta (ur. 9 sierpnia 1957 w Warszawie) – polski aktor teatralny i filmowy.

## Życiorys
Absolwent Liceum Ogólnokształcącego pw. św. Augustyna w 1976. W 1980 ukończył studia na Wydziale Aktorskim PWSFTviT w Łodzi.

## Filmografia (wybór)
- 1985: Labirynt jako Marek
- 1988: Pogranicze w ogniu jako Zimmer, oficer Abwehry w Bytomiu
- 1988: Pożegnanie cesarzy jako Olek, wnuk Tomasza
- 1988: Rodzina Kanderów jako Konrad Kandera, syn Zofii i Manka
- 1994: Faustyna jako ksiądz spowiednik
- 1997–2011: Klan jako pedagog z Publicznego Ośrodka Adopcyjnego
- 2000: Słoneczna włócznia jako Rolf (odc. 1)
- 2000–2001: Miasteczko jako Bogdan, prezenter telewizyjny
- 2002: Złotopolscy jako uzdrowiciel Piotr Bulcyngier
- 2002–2006: Samo życie jako Bogusław Budny
- 2009–2011: Czas honoru jako Hans Weinmann (odc. 19, 22 i 23); Holtz (odc. 39 i 44)
- 2009: Siostry jako ksiądz prawnik (odc. 8)
- 2010: Hotel 52 jako Sławomir Gral (odc. 13)
- 2012–2014: Lekarze jako doktor Terlecki (odc. 1 i 44)
- 2014: Przyjaciółki jako właściciel mieszkania (odc. 27)
- 2014: Prawo Agaty jako Halicki, dziadek Antka (odc. 77)
- 2015: Sprawiedliwy jako majster
- 2015: Skazane jako prokurator prowadzący dochodzenie w sprawie Norberta Małeckiego podejrzanego o pedofilię (odc. 9)
- 2015: Mój Ojciec Staś jako Kazimierz Brandys
- 2016–2018: Barwy szczęścia jako Grzybowski, ojciec Michała (odc. 1552)
- 2017: O mnie się nie martw jako Robert Brzeziński
- 2017: Niania w wielkim mieście jako dr Stefan Pawlicki
- 2018: Kocham Cię, Ojcze (etiuda szkolna) jako ojciec
- 2019: Diagnoza jako urzędnik Jacek Wolak
- 2020: Komisarz Alex jako pisarz Krystian Zarzycki (odc. 181)
- 2021: Rosyjski kontrakt (spektakl telewizyjny) jako Wojewoda Epifański
- 2021: Na dobre i na złe jako Olaf Pasternak (odc. 829)
- 2022: Komisarz Mama jako Filip Raczek, ojciec Macieja (odc. 37)
- 2023: Mój agent jako burmistrz Siedlec (odc. 7)

## Dubbing
- 2021: Hawkeye – Wilson Fisk / Kingpin[2]